# Christiane Endler
Christiane Endler, teljes nevén Claudia Christiane Endler Mutinelli (Santiago, 1991. július 23. –) chilei női válogatott labdarúgó. A francia Olympique Lyon kapusa.

## Pályafutása
Már gyermekkorában kialakult nála a mozgás szeretete és számtalan sportágban – úszásban, gimnasztikában, teniszben, kosárlabdában, röplabdában és gyeplabdában – is jeleskedett, végül 10 éves korától a labdarúgás töltötte ki szabadidejének jelentős részét. Az iskolai csapataiban kezdetben több területen is játszott, majd 2007-ben az országos iskolai bajnokság után csatárként csatlakozhatott az U17-es válogatotthoz, ahol Marco Cornez volt chilei válogatott kapus felfedezte gólvonal előtti képességeit és javaslatára a kapus poszton tevékenykedett tovább.
2007-ben írt alá az Unión La Calerához és a chilei bajnokság első szezonjában az ötödik helyen végzett csapatával 2008-ban. A következő évadban a Calera a hatodikként zárta a pontvadászatot, Christiane azonban 2008-ban és 2009-ben is az év legjobb kapusaként koronázta meg első sikereit.
A chilei női labdarúgás egyik úttörőjévé vált a 2008-as hazai U20-as világbajnokságon, fáradhatatlan küzdőképessége és remek védései nem csak csapattársaira, hanem hazájára is nagy hatással voltak. Bár a csoportkörben búcsúzni kényszerültek, a szurkolók elismerték a sportág női oldalát és Endler a torna legjobb kapusának járó díját vehette át a rendezvény végén.
Eredményeinek köszönhetően az ország akkoriban legerősebb együttese, az Everton ajánlott számára szerződést, így a következő idényben a sárga-kékek színeiben lépett pályára. A bajnokságban a Colo-Colo gárdáját nem tudták megelőzni és a második helyen értek célba, a kupa döntőjében azonban 2-1 arányban verték riválisukat. A Libertadores-kupában mindössze kétszer tudták a csoportkörben bevenni hálóját. Az elődöntőben a Deportivo Quito elleni tizenegyespárbajban az általa értékesített büntetővel jutottak a döntőbe, ahol Maurine 89. percben lőtt góljával a Santos bizonyult jobbnak.
Miután a Libertadores-kupa küzdelmei véget értek, a Santos szerződést ajánlott számára, de végül a Colo-Colo együtteséhez távozott, Santiagóba áttéve székhelyét.
Új csapatával domináltak a bajnokságban, az Aperturában és a Clausurában is az élén végeztek 2011-ben. A Libertadores-kupában pedig ismét ezüsttel vigasztalódhatott, miután a döntőt 1–0-ra elveszítették a São José ellenében.
2012-ben a szezon első felében a Colo-Colo-val megnyerte harmadik országos bajnoki címét, majd sportösztöndíjat nyert a Dél-Floridai Egyetemre, ahol két évet töltött. Korábbi csapata kikölcsönözte a novemberben kezdődő Libertadores-kupára, melyhez csak a torna utolsó szakaszában tudott csatlakozni. A döntőben a Foz Cataratas volt az ellenfél és a gól nélküli meccs tizenegyesrúgásokkal fejeződött be, ahol Endler két büntetőt is hárított, hozzájárulva a Colo-Colo, Chile és önmaga első nemzetközi női labdarúgó sikeréhez. A torna után visszatért Tampába, hogy folytassa tanulmányait, mellette pedig a South Florida Bulls csapatában szerepelt.

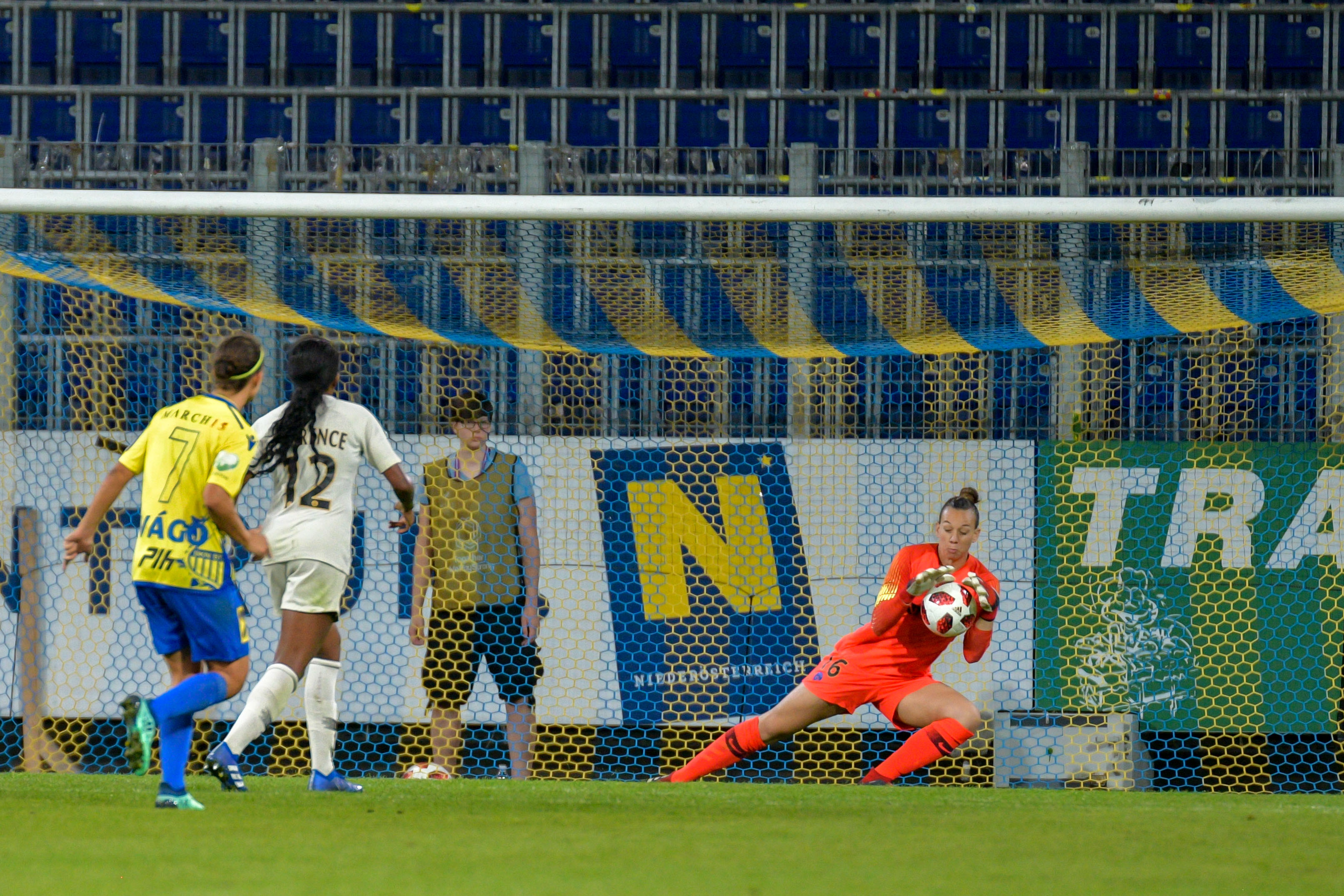
Endler Vágó Fanny lövését hárítja a St. Pölten elleni BL-meccsen 2018. szeptember 12.-én.

## Sikerei, díjai

### Klub
Francia bajnok (2):
- Olympique Lyon (1): 2021–22
- Paris Saint-Germain (1): 2020–21

 Francia bajnoki ezüstérmes (3):
- Paris Saint-Germain (3): 2017–18, 2018–19, 2019–20

 Francia kupagyőztes (1):
- Paris Saint-Germain (1): 2018

 Chilei bajnok (4):
- Colo-Colo (4): 2011 Apertura, 2011 Clausura, 2012 Apertura, 2015 Apertura

 Chilei kupagyőztes (1): 
- Everton (1): 2010

Copa Libertadores győztes (1): 
- Colo-Colo (1): 2012

Copa Libertadores döntős (2): 
- Everton (1): 2010
- Colo-Colo (1): 2011

Bajnokok Ligája győztes (1)
- Olympique Lyon (1): 2021–22

### Válogatott
Chile
- Copa América ezüstérmes: 2018
- Brazil Nemzetközi Torna aranyérmes: 2019[6]
- Brazil Nemzetközi Torna ezüstérmes: 2013[7]
- Török-kupa aranyérmes: 2020[8][9]

### Egyéni
Az év játékosa (8): 2008, 2009, 2010, 2015, 2017, 2018, 2019, 2021
       A Copa Libertadores legjobb kapusa (1): 2010
 A spanyol bajnokság legjobb kapusa (1): 2017
 A francia bajnokság legjobb kapusa (2): 2018–19, 2020–21

## Statisztikái

### Klubcsapatokban
2021. március 27-el bezárólag
| Klub                | Szezon           | Bajnokság | Bajnokság | Kupa  | Kupa | Nemzetközi | Nemzetközi | Össz. | Össz. |
| Klub                | Szezon           | Mérk.     | Gól       | Mérk. | Gól  | Mérk.      | Gól        | Mérk. | Gól   |
| ------------------- | ---------------- | --------- | --------- | ----- | ---- | ---------- | ---------- | ----- | ----- |
| Unión La Calera     | 2008             | 26        | 0         | 0     | 0    | 0          | 0          | 26    | 0     |
| Unión La Calera     | 2009             | 18        | 0         | 0     | 0    | 0          | 0          | 18    | 0     |
| Unión La Calera     | Összesen         | 44        | 0         | 0     | 0    | 0          | 0          | 44    | 0     |
| Everton             | 2010             | 20        | 0         | 0     | 0    | 6          | 0          | 26    | 0     |
| Everton             | Összesen         | 20        | 0         | 0     | 0    | 6          | 0          | 26    | 0     |
| Colo-Colo           | 2011             | 31        | 0         | 0     | 0    | 5          | 0          | 36    | 0     |
| Colo-Colo           | 2012             | 31        | 0         | 0     | 0    | 5          | 0          | 36    | 0     |
| Colo-Colo           | Összesen         | 62        | 0         | 0     | 0    | 10         | 0          | 72    | 0     |
| South Florida Bulls | 2012             | 18        | 0         | 0     | 0    | 0          | 0          | 18    | 0     |
| South Florida Bulls | 2013             | 18        | 0         | 0     | 0    | 0          | 0          | 18    | 0     |
| South Florida Bulls | Összesen         | 36        | 0         | 0     | 0    | 0          | 0          | 36    | 0     |
| Chelsea             | 2014             | 3         | 0         | 2     | 0    | 0          | 0          | 5     | 0     |
| Chelsea             | Összesen         | 3         | 0         | 2     | 0    | 0          | 0          | 5     | 0     |
| Colo-Colo           | 2015–16          | 3         | 0         | 0     | 0    | 0          | 0          | 3     | 0     |
| Colo-Colo           | Összesen         | 3         | 0         | 0     | 0    | 0          | 0          | 3     | 0     |
| Valencia            | 2016–17          | 23        | 0         | 0     | 0    | 0          | 0          | 23    | 0     |
| Valencia            | Összesen         | 23        | 0         | 0     | 0    | 0          | 0          | 23    | 0     |
| Paris Saint-Germain | 2017–18          | 11        | 0         | 4     | 0    | 0          | 0          | 15    | 0     |
| Paris Saint-Germain | 2018–19          | 7         | 0         | 3     | 0    | 6          | 0          | 16    | 0     |
| Paris Saint-Germain | 2019–20          | 12        | 0         | 4     | 0    | 4          | 0          | 20    | 0     |
| Paris Saint-Germain | 2020–21          | 22        | 0         | 0     | 0    | 6          | 0          | 28    | 0     |
| Paris Saint-Germain | Összesen         | 52        | 0         | 11    | 0    | 16         | 0          | 73    | 0     |
| Olympique Lyon      | 2021–22          | 14        | 0         | 1     | 0    | 14         | 0          | 29    | 0     |
| Olympique Lyon      | 2022–23          | 3         | 0         | 0     | 0    | 0          | 0          | 3     | 0     |
| Olympique Lyon      | Összesen         | 17        | 0         | 1     | 0    | 14         | 0          | 32    | 0     |
| Karrier összesen    | Karrier összesen | 260       | 0         | 14    | 0    | 46         | 0          | 320   | 0     |